# Ich – Einfach unverbesserlich 2
Ich – Einfach unverbesserlich 2 (Originaltitel Despicable Me 2) ist ein US-amerikanischer CGI-Animationsfilm von Universal Pictures, der von Chris Meledandri und seiner Animationsfirma Illumination Entertainment produziert wurde. Der Film ist der Nachfolger des Films Ich – Einfach unverbesserlich aus dem Jahr 2010. Die Regie übernahmen wie auch beim ersten Teil Pierre Coffin und Chris Renaud.

## Handlung
Ein geheimes Labor in der Arktis wird von einem mysteriösen Flugapparat mit einem riesigen Magneten gestohlen. Die Geheimorganisation „Anti-Verbrecher-Liga“ (AVL) will verhindern, dass das mit dem Labor entwendete Serum PX-41, das jede Lebensform in aggressive violette Fressmaschinen verwandelt, in die falschen Hände gerät.
Der ehemalige Superschurke Gru lebt in seiner Villa ein ruhiges Leben mit seinen drei Adoptivtöchtern Margo, Edith und Agnes sowie mit zahlreichen Minions, seinen kleinen, gelben Helfern. Sein Leben nimmt eine plötzliche Wendung, als die quirlige Agentin Lucy Wilde ihn entführt und ins Hauptquartier der AVL bringt. Dort bittet ihn der AVL-Direktor Silas Ramspopo darum, sie bei der Suche nach dem Dieb des PX-41-Serums zu unterstützen.
Gru lehnt den Vorschlag der AVL ab, da er sich stärker auf seine Adoptivtöchter und seine neue Geschäftstätigkeit, die Produktion von Gelee und Konfitüre, konzentrieren will. Lucy gibt ihm trotzdem ihre Visitenkarte, für den Fall, dass er es sich anders überlegen sollte. Gru bemerkt schnell, dass die produzierten Marmeladen ungenießbar sind. Außerdem verlässt ihn sein langjähriger Helfer, Dr. Nefario, nachdem er ein besseres Jobangebot erhalten hat. Entmutigt kontaktiert Gru Lucy und stimmt zu, für die AVL zu arbeiten.
Die AVL konnte in der Zwischenzeit Spuren des PX-41-Serums in einem Einkaufszentrum (Shopping Mall, kurz Mall) entdecken. Mit Lucys Hilfe beginnt Gru seine Recherchen im Einkaufszentrum, wobei er eine Tarnidentität als Mitbesitzer eines Cupcake-Ladens annimmt. Die AVL hat eine Liste von Verdächtigen aufgestellt, die ausspioniert werden sollen. Schon bald hält Gru den Besitzer eines mexikanischen Restaurants, Eduardo, für den Dieb, da dieser dem ehemaligen Schurken El Macho zum Verwechseln ähnlich sieht. Dieser soll allerdings seit 20 Jahren tot sein. Lucy und Gru brechen in Eduardos Restaurant ein, wo sie von seinem zu einem Aufpasser abgerichteten, kräftigen Haushuhn angegriffen werden. Sie finden jedoch keine verdächtigen Hinweise und müssen vor Eduardo fliehen, als dieser in den Laden zurückkehrt.
Margo verliebt sich derweil in Eduardos Sohn Antonio, was Gru gar nicht gefällt. Die Familie erhält eine Einladung zu Eduardos Party am mexikanischen Feiertag „Cinco de Mayo“. Lucy und Gru spionieren weiter und entdecken bei dem Perückenhändler Floyd Adlerson Spuren des PX-41-Serums. Von Floyd erhält Gru eine Perücke. Aus väterlicher Sorge um Margo versteift sich Gru jedoch auf Eduardo als den Schurken und stößt damit Silas und Lucy vor den Kopf.
Grus Nachbarin Jillian versucht ihn ständig zu verkuppeln, diesmal mit ihrer nervigen Freundin Shannon. Gru kann sich nicht herausreden. Beim Rendezvous entdeckt Shannon, dass Gru eine Perücke trägt, die er von Floyd Adlerson bekommen hat. Shannon will ihn bloßstellen, als Lucy einschreitet und sie mit einem Betäubungspfeil in Schlaf versetzt. Gru und Lucy bringen Shannon nach Hause, und Lucy gibt Gru einen Wangenkuss, woraufhin Gru am nächsten Morgen äußerst gut gelaunt („Happy“) ist.
Am kommenden Tag verhaftet die AVL den Perückenhändler Floyd, den sie für den Dieb des Serums hält. Der AVL-Chef teilt Gru mit, dass der Fall damit abgeschlossen sei und Lucy für ihren nächsten Fall nach Australien versetzt werde. Gru ist zu feige, ihr seine Gefühle zu gestehen. Agnes gegenüber gibt er zu, etwas für Lucy zu empfinden, er traut sich jedoch nicht, sie anzurufen.
Die Familie besucht Eduardos Party, wo Gru Margo permanent davon abhalten will, mit Antonio Zeit zu verbringen. Später sitzt Margo betrübt an einem Tisch und behauptet, Jungs zu hassen. Ganz offensichtlich haben sie und Antonio sich (unschön) getrennt und der Junge flirtet mit einem ebenfalls hispanisch aussehenden Mädchen. Der wütende Gru friert ihn mit einem Gefrierstrahler ein. Gru folgt Eduardo heimlich in dessen Geheimversteck und entdeckt dort, dass Eduardo tatsächlich El Macho ist und Dr. Nefario für ihn arbeitet. Die beiden haben zahlreiche von Grus Minions entführt und sie mit Hilfe des PX-41-Serum in bösartige, lilafarbene Monster verwandelt.
Eduardo bietet Gru eine Zusammenarbeit an, doch dieser verweigert sich und flieht mit den Mädchen aus dem Anwesen. Lucy befindet sich bereits auf dem Flug nach Australien, als sie sich eingesteht, dass sie in Gru verliebt ist, und aus dem Flugzeug springt. In der Luft verwandelt sie ihre Handtasche in einen Hängegleiter. Als sie auf Eduardos Party ankommt, erkennt das Huhn sie wieder und stiehlt ihren Ausweis, wodurch Eduardo ihre Identität als AVL-Agentin erfährt und sie gefangen nimmt; Dr. Nefario informiert heimlich Gru darüber. Dieser macht sich mit zwei der verbliebenen Minions auf den Weg, um Lucy zu retten.
Nach einem Sinneswandel vermischt Dr. Nefario ein Gegenmittel für das PX-41-Serum mit dem von Gru und den Minions produziertem Gelee und macht sich damit und mit den Mädchen auf den Weg, um Gru zu helfen. Mit dem Gegenmittel kann Gru seine Helfer wieder zurückverwandeln und schließlich El Macho besiegen. Als er Lucy befreien will, die zuvor von El Macho auf eine Rakete geschnallt wurde, betätigt El Machos Haushuhn den Knopf und die Rakete startet mit Lucy und Gru in Richtung eines Vulkans. Kurz bevor die Rakete einschlägt, kann Gru Lucy befreien und sie endlich um eine Verabredung bitten, der sie zustimmt. Die beiden retten sich mit einem Sprung in das Meer. „147 Rendezvous später“ feiert das Paar eine romantische Hochzeit im Grünen.

## Entstehung und Veröffentlichung
| Figur                   | Originalsprecher | Deutscher Sprecher  |
| ----------------------- | ---------------- | ------------------- |
| Gru                     | Steve Carell     | Oliver Rohrbeck     |
| Lucy Wilde              | Kristen Wiig     | Martina Hill        |
| Margo                   | Miranda Cosgrove | Friedel Morgenstern |
| Edith                   | Dana Gaier       | Zalina Sanchez      |
| Agnes                   | Elsie Fisher     | Sarah Kunze         |
| Silas Ramspopo          | Steve Coogan     | Thomas Danneberg    |
| Dr. Nefario             | Russell Brand    | Peter Groeger       |
| Eduardo Perez/ El Macho | Benjamin Bratt   | Erich Räuker        |
| Antonio                 | Moisés Arias     | Sebastian Kluckert  |
| Jillian                 | Nasim Pedrad     | Marion Musiol       |
| Shannon                 | Kristen Schaal   | Sonya Kraus         |
| Floyd                   | Ken Jeong        | Axel Malzacher      |

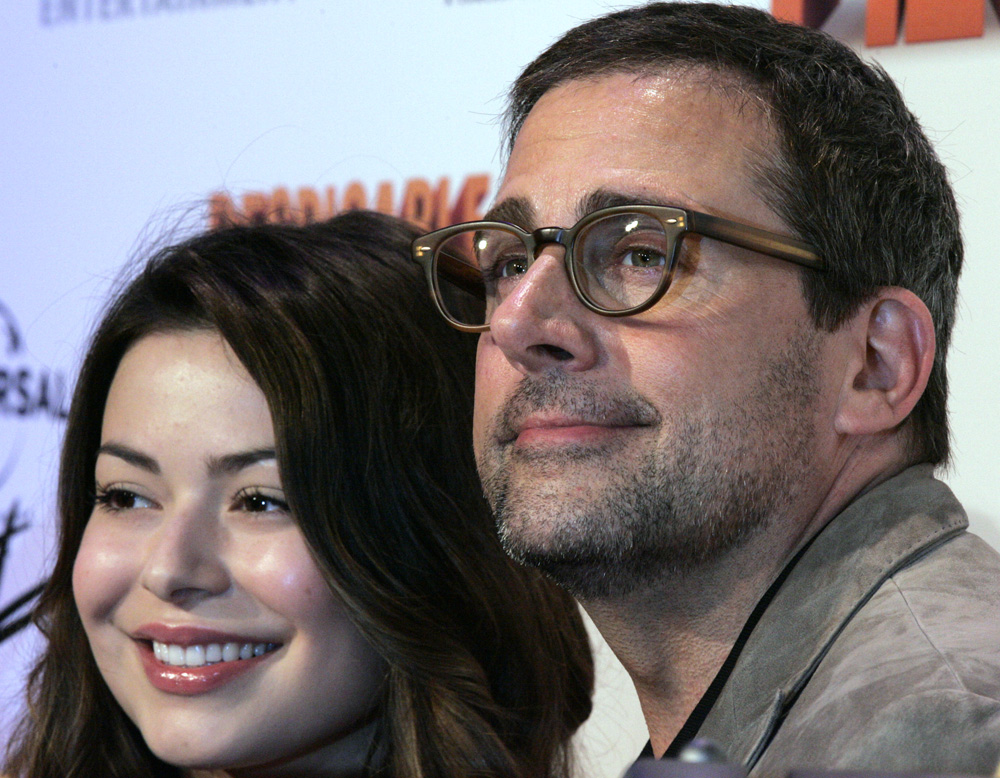
Miranda Cosgrove und Steve Carell bei der Weltpremiere des Films am 5. Juni 2013 im australischen Bondi Junction.

Chris Meledandri, CEO des Produktionsstudios Illumination Entertainment, gab bereits im Juli 2010 bekannt, dass eine Fortsetzung zu Ich – Einfach unverbesserlich geplant sei. Die Animationsarbeiten begannen im Februar 2012. Die deutsche Synchronisation des Films übernahm wie auch beim ersten Teil die Berliner Synchron. Frank Schaff war erneut Dialogautor und -regisseur.
Ein erster Teaser-Trailer für den Film wurde am 2. März 2012 veröffentlicht. Der offizielle Trailer folgte am 2. November 2012. Der zweite Trailer erschien am 7. Mai 2013. Die Weltpremiere fand am 5. Juni 2013 im australischen Bondi Junction statt. In den US-amerikanischen Kinos lief der Film am 3. Juli 2013 und in Deutschland am 4. Juli 2013 an.
Der Film spielte bei einem Budget von 76 Millionen Dollar alleine in den USA und Kanada 368 Millionen Dollar, weltweit sogar 970 Millionen Dollar ein. Im Jahr 2013 wurden bundesweit 3.670.564 Besucher an den deutschen Kinokassen gezählt, womit der Film den 4. Platz der meistbesuchten Filme des Jahres belegte. Damit war der Film nach Django Unchained und Hangover 3 der dritte Film, der 2013 mit der Goldenen Leinwand ausgezeichnet wurde.
Am 7. November 2013 wurde der Film in Deutschland auf DVD und Blu-ray veröffentlicht.

## Soundtrack
Alle Titel des Soundtracks wurden wie bereits beim ersten Teil von Heitor Pereira und Pharrell Williams komponiert. Zudem sind einige Coverversionen durch die Minions enthalten, darunter I Swear (All-4-One), Y.M.C.A. (Village People) und Another Irish Drinking Song (Da Vinci’s Notebook).
| #  | Interpret         | Titel                       | Länge |
| -- | ----------------- | --------------------------- | ----- |
| 1  | CeeLo Green       | Scream                      | 3:41  |
| 2  | The Minions       | Another Irish Drinking Song | 0:39  |
| 3  | Pharrell Williams | Just a Cloud Away           | 2:56  |
| 4  | Pharrell Williams | Happy                       | 3:53  |
| 5  | The Minions       | I Swear                     | 1:38  |
| 6  | The Minions       | Y.M.C.A.                    | 2:55  |
| 7  | Pharrell Williams | Despicable Me               | 4:14  |
| 8  | Pharrell Williams | Rocket’s Theme              | 4:03  |
| 9  | Heitor Pereira    | PX-41 Labs                  | 2:06  |
| 10 | Heitor Pereira    | The Fairy Party             | 1:27  |
| 11 | Heitor Pereira    | Lucy and the AVL            | 5:39  |
| 12 | Heitor Pereira    | Goodbye Nefario             | 1:27  |
| 13 | Heitor Pereira    | Time for Bed                | 1:27  |
| 14 | Heitor Pereira    | Break-In                    | 3:00  |
| 15 | Heitor Pereira    | Stalking Floyd Eaglesan     | 1:35  |
| 16 | Heitor Pereira    | Moving to Australia         | 3:09  |
| 17 | Heitor Pereira    | Going to Save the World     | 1:25  |
| 18 | Heitor Pereira    | El Macho                    | 1:27  |
| 19 | Heitor Pereira    | Jillian                     | 0:47  |
| 20 | Heitor Pereira    | Take Her Home               | 1:29  |
| 21 | Heitor Pereira    | El Macho’s Lair             | 3:32  |
| 22 | Heitor Pereira    | Home Invasion               | 1:57  |
| 23 | Heitor Pereira    | The Big Battle              | 7:23  |
| 24 | The Minions       | Ba Do Bleep                 | 0:13  |

## Rezeption
Ich – Einfach Unverbesserlich 2 erhielt ein gutes Presseecho, was sich auch in den Auswertungen US-amerikanischer Aggregatoren widerspiegelt. So erfasst Rotten Tomatoes überwiegend positive Besprechungen und ordnet den Film dementsprechend als „Zertifiziert Frisch“ ein. Laut Metacritic fallen die Bewertungen im Mittel „Grundsätzlich Wohlwollend“ aus.

„Der Animationsfilm von Universal unterhält von vorne bis hinten und beweist, dass der erste Teil nicht nur ein Glückstreffer war. Auch der gemeinste Schurke kann sich, wenn die richtigen Leute sein Leben bereichern, noch positiv verändern. Wer gerne lacht, schmunzelt und berührt werden möchte, schaut sich also Ich – Einfach Unverbesserlich 2 an und könnte wie der Autor glücklich und beschwingt das Kino verlassen.“

Bei der Oscarverleihung 2014 gab es Nominierungen in der Kategorie Bester animierter Spielfilm für Pierre Coffin, Chris Renaud und Chris Meledandri sowie in der Kategorie Bester Song für „Happy“ von Pharrell Williams.

## Adaptionen und Fortsetzung
Ein auf dem Film basierendes Videospiel mit dem Titel Ich – Einfach unverbesserlich: Minion Rush (OT: Despicable Me: Minion Rush) erschien am 28. Juni 2013 für Apple-iOS- und Android-Geräte.
Am 12. Dezember 2013 erschien das Spiel unter dem Titel Minion Rush auch für Windows Phone 8.
Es gibt zu den Minions eine Comic-Serie, die im belgischen Comicmagazin Spirou erscheint. Die Szenarien werden von Didier Ah-Koon erstellt. Gezeichnet wird die Serie von Renaud Collin.
Am 2. Juli 2015 erschien der Film Minions in den deutschen Kinos, der die Vorgeschichte der Minions thematisiert. Am 6. Juli 2017 war der Deutschlandstart von Ich – Einfach unverbesserlich 3 und am 11. Juli 2024 von Ich – Einfach unverbesserlich 4.